# Tethys (slak)
Tethys is een geslacht van weekdieren uit de klasse van de Gastropoda (slakken).

## Soorten
- Tethys dominguensis Pruvot-Fol, 1954
- Tethys fimbria Linnaeus, 1767
- Tethys occidentalis (Odhner, 1936)